# Riebnes
Riebnes är en sjö i Arjeplogs kommun i Lappland och ingår i Skellefteälvens huvudavrinningsområde. Sjön är 42 meter djup, har en yta på 63,3 kvadratkilometer och beräknas vara 510 meter över havet. Sjön avvattnas av vattendraget Riebnesströmmen och avståndet till havet är 311 km. Sedan 1973 är sjön reglerad och varierar 13 meter i djup, 500-513 meter över havet. Sedan 1930-talet går Kungsleden över sjön vid bosättningen Vuonatjviken, som etablerades på 1890-talet. Sjöviken Vuonatjviken försvann 1973 när Riebnes reglerades. De hus som inte flyttades till högre mark revs i samband med regleringen. Vid lågvatten under senvintern när vattenkraften förbrukat mycket vatten i sjön blir den gamla långsmala viken åter synlig. De boende vid bosättningen Vuonatjviken livnär sig sedan 1930-talet uteslutande på turism.

## Delavrinningsområde
Riebnes ingår i det delavrinningsområde (737937-155848) som SMHI kallar för Utloppet av Riebnes. Medelhöjden är 613 meter över havet och ytan är 201,29 kvadratkilometer. Räknas de 49 avrinningsområdena uppströms in blir den ackumulerade arean 975,08 kvadratkilometer. Riebnesströmmen som avvattnar avrinningsområdet har biflödesordning 2, vilket innebär att vattnet flödar genom totalt 2 vattendrag innan det når havet efter 311 kilometer. Avrinningsområdet består mestadels av skog (47 procent) och kalfjäll (21 procent). Avrinningsområdet har 64,45 kvadratkilometer vattenytor vilket ger det en sjöprocent på 32 procent.

## Galleri

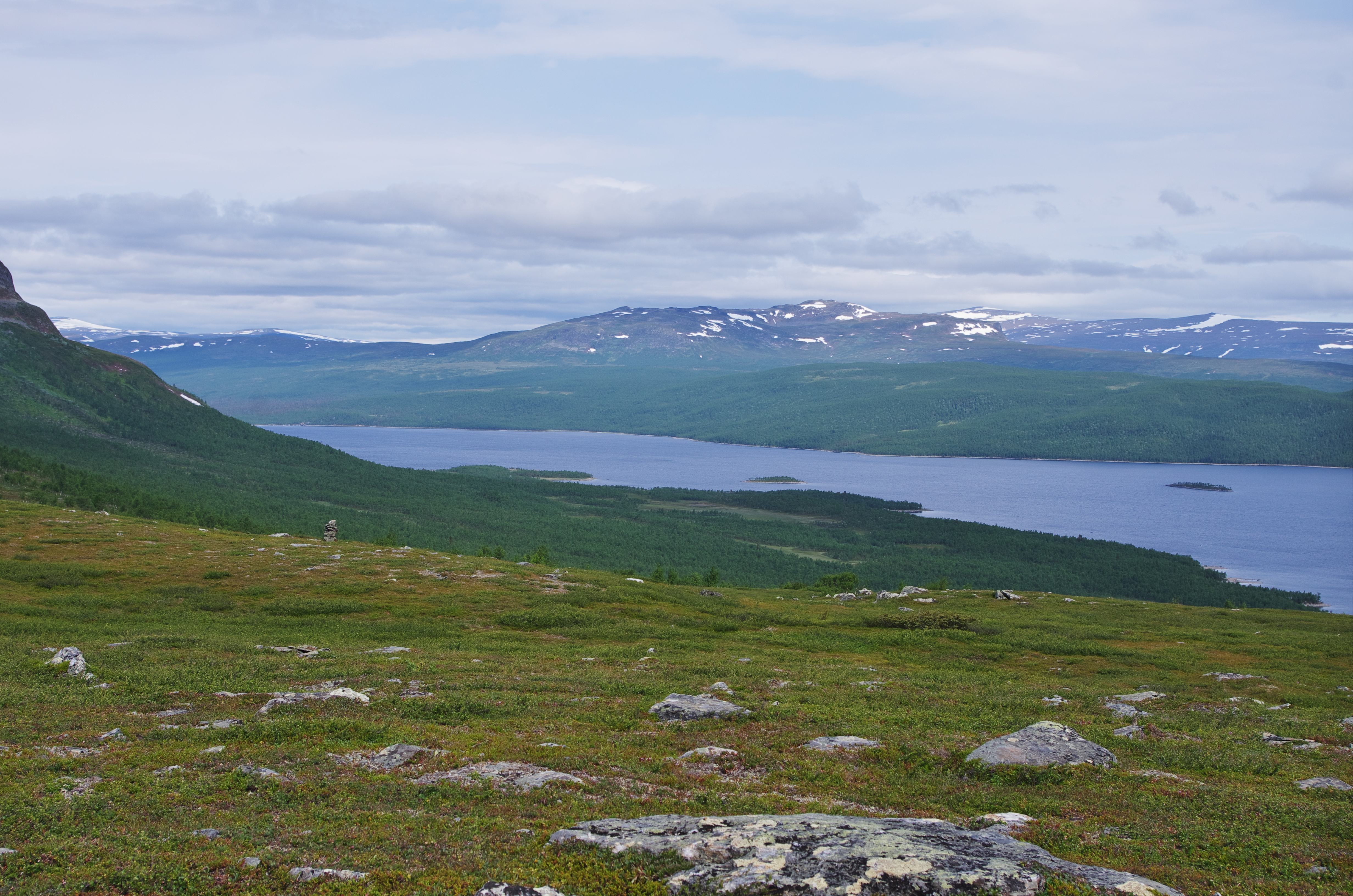
Riebnes åt nordväst.
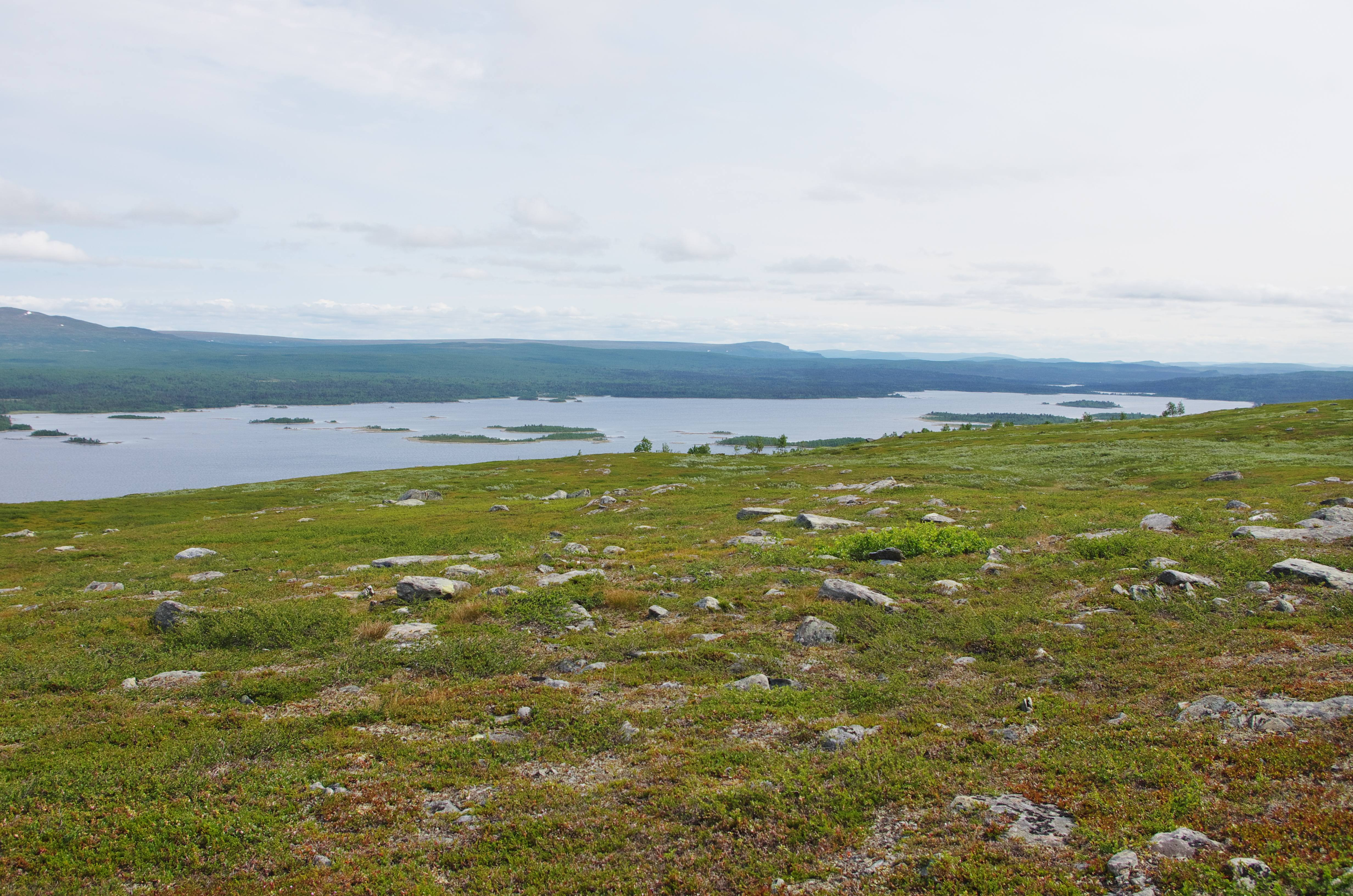
Riebnes åt sydöst.
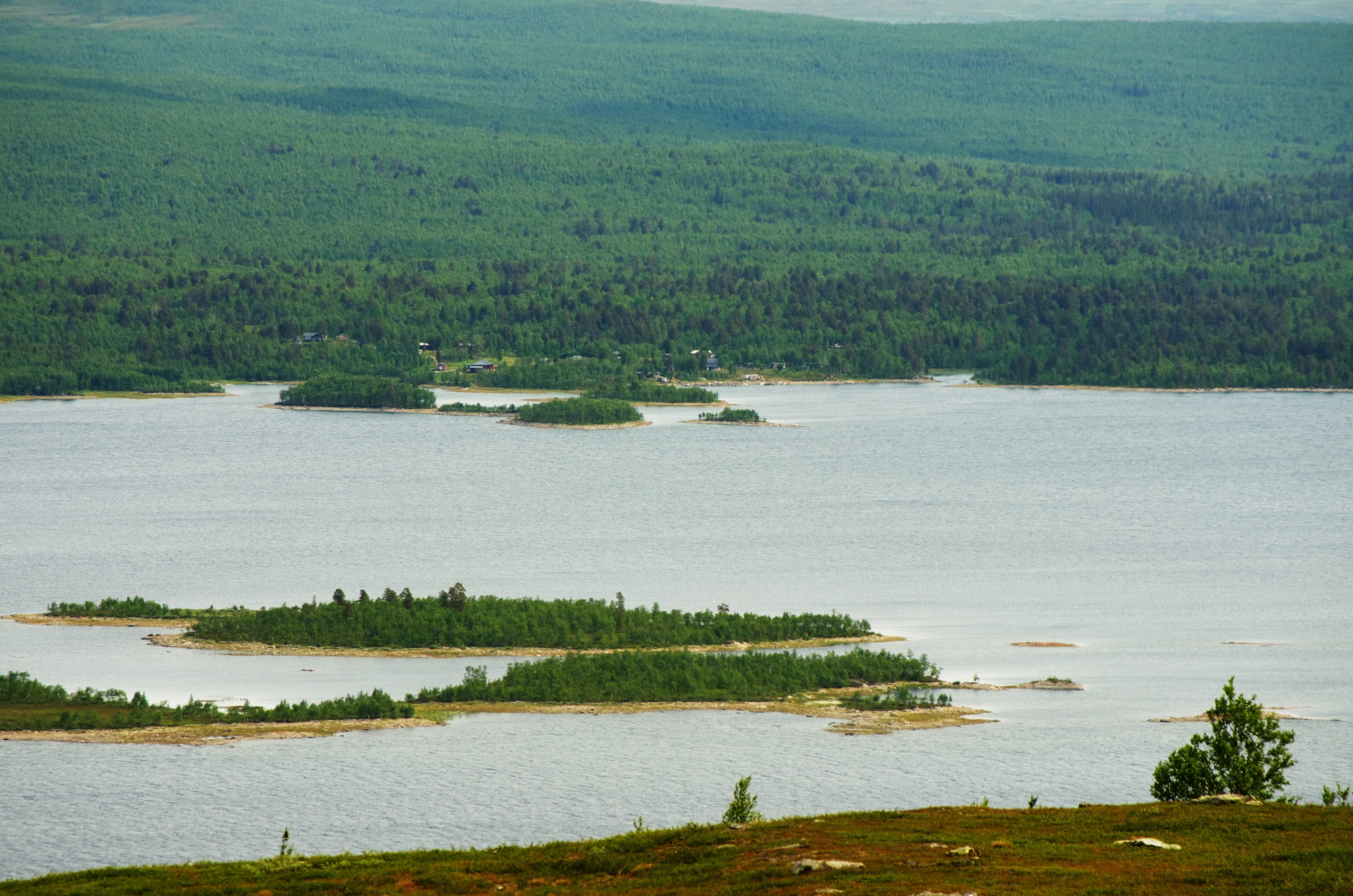
Riebnes och bosättningen Vuonatjviken. Före regleringen 1973 var Vuonatjviken en långsmal skyddad vik, men är översvämmad större delen av året.
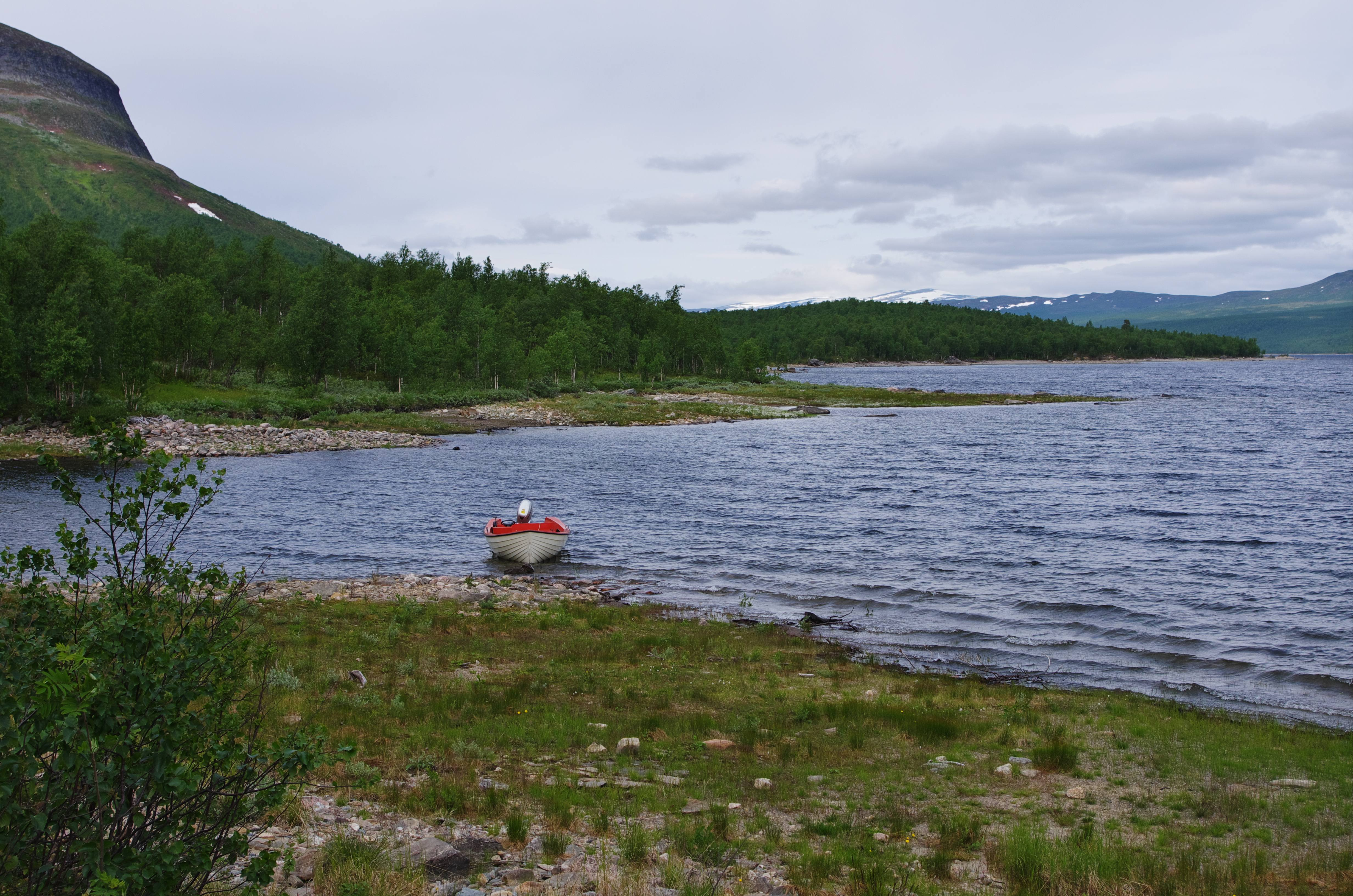
På sjöns västsida, motsatt Vuonatjviken finns några stugor och en båtöverfart som nu för tiden (2015) måste beställas med mobiltelefon eller förbokas.